# Кормин
Ко́рмин — річка в Україні, у межах Луцького та Камінь-Каширського районів Волинської області. Права притока Стиру (басейн Дніпра).

## Опис
Довжина 53 км, площа басейну 716 км². Долина маловиразна. Заплава заболочена. Річище впродовж понад 40 км розширене і випрямлене. Похил річки 0,5 м/км. Притоки — переважно меліоративні канали. Є ставки. Вздовж річки багато лісових масивів (особливо у верхній течії).

## Розташування
Кормин бере початок з боліт на північний захід від смт Цумань. Тече в межах Поліської низовини спершу північний схід, далі — переважно на північ. Впадає до Стиру на північ від села Мала Осниця.

## Притоки
- Стрипа, Кросоха (ліві); Черемошна (права).